# Icaria Planum
Icaria Planum es una meseta de Marte en el cuadrángulo de Thaumasia que tiene 566,59 km de ancho y está ubicada en 43,27 S y 253,96 E. Recibió su nombre de una de las características de albedo en Marte que se aprobó por la Unión Astronómica Internacional en 1979. El nombre de la característica clásica se basó en la tierra donde, según la mitología griega, murió Ícaro (Icaria).

## Galería

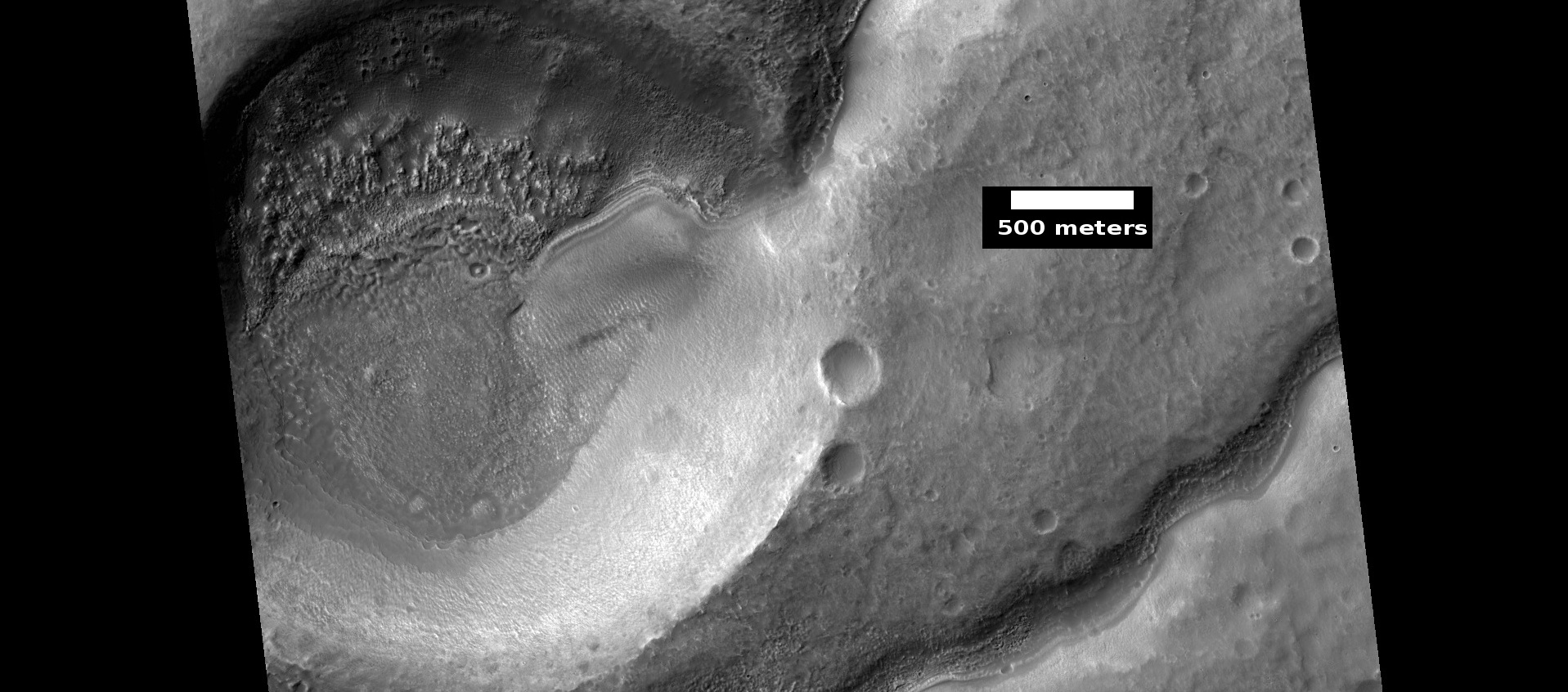
Cráter y uno de los muchos canales cercanos, vistos por HiRISE bajo el programa HiWish. La imagen es de Icaria Planum.
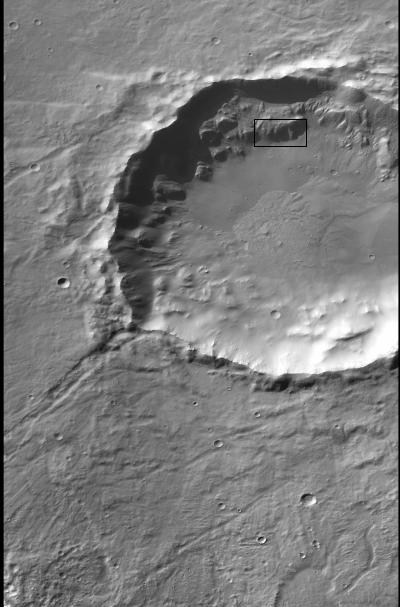
Imagen CTX de Icaria Planum que muestra la ubicación de la siguiente imagen.
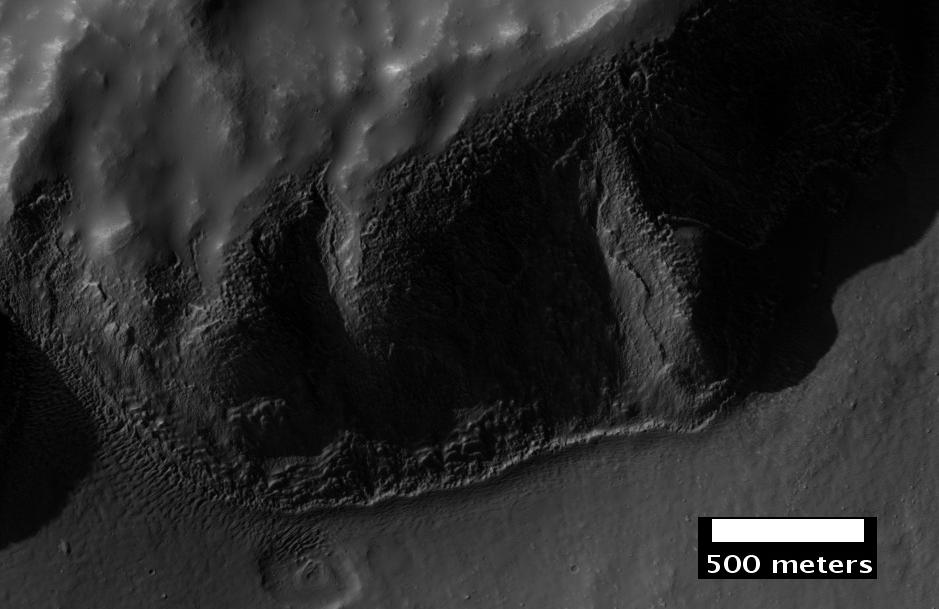
Capas en el depósito del manto, vistas por HiRISE, bajo el programa HiWish . El manto probablemente se formó a partir de la nieve y el polvo que caían durante un clima diferente.